# Роман Торес
Роман Торес (шп. Román Aureliano Torres Morcillo; 20. март 1986) је панамски фудбалер. Наступа у америчкој МЛС лиги за Сијетл Саундерсе.

## Каријера
Торес је почео фудбалску каријеру у ФК Чепоу, а дебитовао је 2004. године. Касније је играо у Сан Франциску и Кортулуи пре него што се придружио Ла Екидаду 2007. године. Био је на позајмици у Атлетико Хуниору, Атлетико Насионалу а касније у Миљонариосу. Од 2015. године игра за Сијетл Саундерсе.
Дебитовао је за репрезентацију Панаме 17. јула 2005. против Јужне Африке на КОНКАКАФ Златном купу, где је Панама освојила сребро. На Златном купу је освојио сребро 2013. и бронзу 2015. Панама је успела први пут да избори директан пласман на Светско првенство 2018, победом над Костариком од 2:1 и голом Романа Тореса у 88 минуту.

## Голови за репрезентацију
| #   | Датум               | Место                    | Противник         | Гол | Резултат | Такмичење                                |
| --- | ------------------- | ------------------------ | ----------------- | --- | -------- | ---------------------------------------- |
| 1.  | 3. март 2010.       | Баркисимето, Венецуела   | Венецуела         | 1–0 | 2–1      | Пријатељска                              |
| 2.  | 6. фебруар 2013.    | Панама, Панама           | Костарика         | 2–0 | 2–2      | Квалификације за Светско првенство 2014. |
| 3.  | 24. јул 2013.       | Арлингтон, САД           | Мексико           | 2–1 | 2–1      | КОНКАКАФ златни куп 2013.                |
| 4.  | 10. септембар 2014. | Хјустон, САД             | Никарагва         | 2–0 | 2–0      | Централноамерички куп 2014.              |
| 5.  | 13. септембар 2014. | Лос Анђелес, САД         | Салвадор          | 1–0 | 1–0      | Централноамерички куп 2014.              |
| 6.  | 27. март 2015.      | Коува, Тринидад и Тобаго | Тринидад и Тобаго | 1–0 | 1–0      | Пријатељска                              |
| 7.  | 3. јун 2015.        | Панама, Панама           | Еквадор           | 1–1 | 1–1      | Пријатељска                              |
| 8.  | 22. јул 2015.       | Атланта, САД             | Мексико           | 1–0 | 1–2      | КОНКАКАФ златни куп 2015.                |
| 9.  | 13. јун 2017.       | Панама, Панама           | Хондурас          | 2–2 | 2–2      | Квалификације за Светско првенство 2018. |
| 10. | 10. октобар 2017.   | Панама, Панама           | Костарика         | 2–1 | 2–1      | Квалификације за Светско првенство 2018. |